# Gonzalo González (calciatore 1993)
Gonzalo Federico González Pereyra (Rocha, 7 ottobre 1993) è un calciatore uruguaiano, centrocampista svincolato.

## Caratteristiche tecniche
È un centrocampista centrale.

## Carriera
Cresciuto nelle giovanili del Danubio, ha esordito l'8 dicembre 2013 in occasione del match vinto 2-0 contro l'El Tanque Sisley.

## Statistiche

### Presenze e reti nei club
Statistiche aggiornate al 19 marzo 2018.
| Stagione        | Squadra         | Campionato      | Campionato | Campionato | Coppe nazionali | Coppe nazionali | Coppe nazionali | Coppe continentali | Coppe continentali | Coppe continentali | Altre coppe | Altre coppe | Altre coppe | Totale | Totale | Totale |
| Stagione        | Squadra         | Comp            | Pres       | Reti       | Comp            | Pres            | Reti            | Comp               | Pres               | Reti               | Comp        | Pres        | Reti        | Pres   | Reti   |        |
| --------------- | --------------- | --------------- | ---------- | ---------- | --------------- | --------------- | --------------- | ------------------ | ------------------ | ------------------ | ----------- | ----------- | ----------- | ------ | ------ | ------ |
| 2013-2014       | Danubio         | PD              | 1          | 0          |                 | -               | -               | CS                 | 1                  | 0                  |             | -           | -           | 2      | 0      |        |
| 2014-2015       | Danubio         | PD              | 8          | 0          |                 | -               | -               |                    | -                  | -                  |             | -           | -           | 8      | 0      |        |
| 2015-2016       | Danubio         | PD              | 9          | 0          |                 | -               | -               |                    | -                  | -                  |             | -           | -           | 9      | 0      |        |
| 2016            | Danubio         | PD              | 11         | 0          |                 | -               | -               |                    | -                  | -                  |             | -           | -           | 11     | 0      |        |
| 2017            | Danubio         | PD              | 27         | 1          |                 | -               | -               | CS                 | 1                  | 0                  |             | -           | -           | 28     | 1      |        |
| Totale Danubio  | Totale Danubio  | Totale Danubio  | 56         | 1          |                 | -               | -               |                    | 2                  | 0                  |             | -           | -           | 58     | 1      |        |
| 2017-2018       | Arsenal Sarandí | PD              | 7          | 0          | CA              | 0               | 0               |                    | -                  | -                  |             | -           | -           | 7      | 0      |        |
| Totale carriera | Totale carriera | Totale carriera | 63         | 1          |                 | 0               | 0               |                    | 2                  | 0                  |             | -           | -           | 65     | 1      |        |